# Немачка подморница У-10
Подморница У-10 је била Немачка подморница типа II-Б и коришћена у Другом светскомм рату. Подморница је изграђена 9. септембар 1935. године и служила је у Школској подморничкој флотили (11. септембар 1935 — 26. септембар 1935) - школски брод, 1. подморничкој флотили (27. септембар 1935 — 3. октобар 1937), 3. подморничкој флотили (4. октобар 1937 — 14. април 1939), Школској подморничкој флотили (15. април 1939 — 1. септембар 1939) - школски брод, Школској подморничкој флотили (1. септембар 1939 — 1. октобар 1939) - борбени брод, Школској подморничкој флотили 1. октобар 1939 — 1. децембар 1939) - школски брод, Школској подморничкој флотили (1. јануар 1940 — 1. април 1940) - борбени брод, Школској подморничкој флотили (1. мај 1940 — 30. јун 1940) - школски брод, и 21. подморничкој флотили (1. јул 1940 — 31. јул 1944) - школски брод.

## Служба
На прво своје борбено патролирање, подморница У-10 креће из Кила 7. септембра 1939. године, под командом Георг-Вилхелма Шулца, и након 13 дана патролирања на Балтику, она се враћа 19. септембра у Кил. Недељу дана касније – 26. септембра, она поново испловљава из Кила, и узима учешће у „операцији Е“. Ни на другом патролирање, У-10 није имала успеха, и враћа се након 21 дана у Кил. На своје треће патролирање, У-10 креће 28. јануара 1940. године, из базе Кил, и након 9 дана упловљава у базу Вилхелмсхафен. 
Подморница напушта 14. фебруара 1940. године базу Вилхелмсхафен под командом Јоакима Пруса, и одлази у патролу у близини источне Енглеске.
У 02:05 сати, 17. фебруара 1940. године, норвешки трговачки брод Kvernaas (заповедник Ивар Сјоренсен), који је пловио без пратње, је погођен једним торпедом испаљеним са подморнице У-10 и тоне у року од пет минута, заједно са сојим товаром кокса, четири наутичке миље северозападно од Шувен Бенка, Холандија. Посада напушта брод на два чамца за спашавање, и након четири сата, спашава их холандски брод Oranjepolden. Брод је пловио за Лондон, али се враћа назад, и следећег дана их искрцава код пилот станице на Хоек ван Холанду.
Сутрадан, 18. фебруара, у 09:26 сати, холандски трговачки брод Ameland је погођен торпедом са подморнице У-10. Он почиње да тоне и 48 члана његове посаде (3 од њих су била рањена) напушта брод. Како је брод споро тонуо, заповедник А. Коке се враћа на брод и спашава важна документа, пре него што ће брод потонути. Преживеле чланове посаде сакупља холандски трговачки брод Montferland. Након потапања ова два брода, У-10 се враћа назад у Вилхелмсхафен, где стиже 20. фебруара 1940. године.
На следеће патролирање, подморница У-10 креће из Вилхелмсхафена 3. априла, и учествује у операцији за освајање Норвешке. По повратку и Кил 23. априла 1940. године, У-10 је укључена у школску флотилу, и до 31. јула 1944. године, се користи као школски брод, када је повучена из службе. Током 1945. године, подморница У-10 је сасечена.

## Команданти
- Хајнц Шерингер (11. септембар 1935 — 21. децембар 1935)
- Вернер Шер (21. децембар 1935 — 1. мај 1936)
- Хајнц Бедухн (1. мај 1936 — 29. септембар 1937)
- Ханс Вајнгартнер (30. септембар 1937 — 3. април 1938)
- Ханс Рудолф Резинг (октобар 1937. - август 1938)
- Херберт Шолер (4. април 1938 — 31. јул 1938)
- Курт фон Гослер (1. август 1938 — 4. јануар 1939)
- Георг-Вилхелм Шулц (5. јануар 1939 — 15. октобар 1939)
- Гинтер Лоренц (10. октобар 1939 — 2. јануар 1940)
- Јоахим Прус (јануар 1940. - 9. јун 1940)
- Ролф Мицелбург (10. јун 1940 — 29. новембар 1940)
- Волф-Ридигер фон Рабенау (30. новембар 1940 — 9. јун 1941)
- Курт Рувидел (10. јун 1941 — 29. новембар 1941)
- Ханс Карпф (30. новембар 1941 — 22. јун 1942)
- Кристијан-Брант Кестер (23. јун 1942. - фебруар 1943)
- Волфганг Стренгер (фебруар 1943. - фебруар 1944)
- Курт Ахлерс (фебруар 1944. - 1. јул 1944)

## Бродови
| Име брода | Држава    | Тежина     | Година изградње | Датум напада      | Напомена |
|           | Норвешка  | 1.819 тона | 1918.           | 17. фебруар 1940. | Потопљен |
|           | Холандија | 4.537 тона | 1930.           | 18. фебруар 1940. | Потопљен |
| --------- | --------- | ---------- | --------------- | ----------------- | -------- |